# 朱繪 (嘉靖進士)
朱繪（1521年—？），字白甫，山西平定州守禦千戶所官籍直隸鳳陽府人，明朝政治人物。

## 生平
嘉靖十九年（1540年）庚子科山西鄉試第八名舉人。嘉靖二十三年（1544年）中式甲辰科會試第一百三十一名，登第三甲第五十八名進士。嘉靖二十七年（1548年）任直隸成安縣知縣，二十九年九月行取，授吏科給事中，復除兵科给事中，四十五年十一月升礼科右，隆慶元年（1567年）二月升工科左，四月升刑科都，二年六月升順天府府丞，四年四月升南京通政使司右通政。

## 家族
曾祖朱璽；祖父朱鳳，贈文林郎推官；父朱方，右僉都御史。母董氏（封孺人）。具庆下。兄朱紀、朱紳、朱幼、朱綬、朱綵、朱绞。弟朱维、朱約。